# マルセル・ロッズ
マルセル・ガブリエル・ロッズ（Marcel Gabriel Lods、1891年8月16日 - 1978年9月9日）は、フランスの建築家・都市計画家。パリ生まれ。

## 生涯
国立高等装飾美術学校を卒業し、その後エコール・デ・ボザールを1923年に卒業して建築の学位を取得した。1928年と1940年、2度の世界大戦の間、彼はフランス空軍に所属。そこで航空学への情熱を培う。
彼はウジェーヌ・ボードゥアンとのコラボレーションで多くの建物を手掛けるが、特に建物建設におけるプレハブの使用を開発していく。

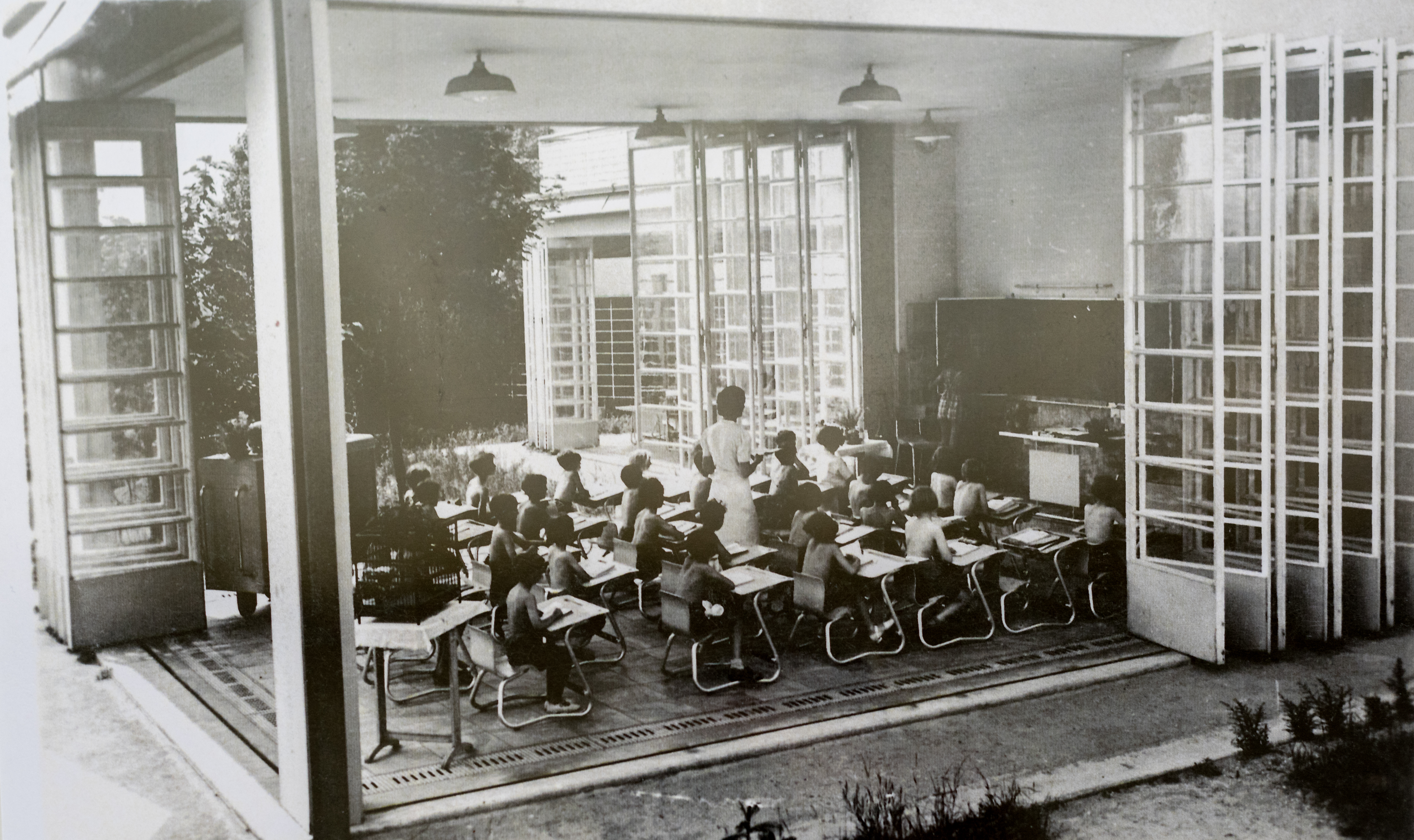
可動式の外壁を備えたサレネス野外学校の教室

1930年のシャンデゾワゾーのバニューまたはドランシーのシテ・デ・ラ・ドゥラミュエットなど1932年から1934年にかけての一連の建物ではデザインの責任者として住居を手掛けていった。1930年代に現代芸術家連合（UAM）のメンバーとなった彼は、可動式の外壁を備えたサレネス野外学校やメゾン・デュ・プープル・ド・クリシー（エンジニアのウラジミール・ボディアンスキーとジャン・プルーヴェと協働で制作）など、建物をより軽量にする材料の選択などでチームに影響を与えてきた。非物質に向かう傾向の建築という理想像を掲げ、それを1935年ローラン・ギャロス空港のクラブハウスで示されている。
1940年から1944年の間、ル・コルビュジエとともに建築リノベーション協会（ASCORAL）の一員となる。戦後、彼はドイツ人のアドルフ・バイエル、エルザ・スンドリング、ジェラルド・ハニングとともにフランスの軍事政権のために都市を再建する計画セクションで働く。ドイツのマインツやソットヴィル＝レ＝ルーアンなどの戦災復興の都市計画に取り組む。ドイツのマインツ新都市は爆撃によって80％以上を破壊されていた。しかし彼のアイデアは嫌われて、1948年にパリに戻り、そこで異なるコミュニティのための主要なプロジェクトで独立した建築家として働いていく。
1950年代初頭、オーギュスト・ペレの後任として、パリ国立高等美術学校の建築ワークショップの責任者を務めた。そこ学生のためのジャン・ルノディー、レニー・ゲイルステットらと航空と写真の教育に情熱を注ぎだし、自身の建築成果の航空写真を大量に撮りはじめる。これらすべての写真とそのアーカイブは、フランス建築研究所によって保管されている。

## 作品
- 1931年から1934年まで、クリシー人民の家やドランシー収容所施設(高層集合住宅団地シテ・ド・ラ・ミュエット) をウジェーヌ・ボードゥアン、ヴラディミール・ボディアンスキー（エンジニア）、ジャン・プルーヴェ（フレーム担当）らと協働（セーヌ=サン=ドニ県と共同で）：4階建ての10本のバー、15階建ての5つのタワー（現存せず）および4階建てのU字型の建物で構成されている。
- 1931年から1935年 フランス初のプレハブ住宅団地としてシテ・デュ・シャンデゾワゾーバニュー（オー・ド・セーヌ）を設計。これは小さな建物の中に分布する848のアパートHBM（Habitation à bon marché、安価な住宅）であった。
- 1934年から1935年にかけてウジェーヌ・ボードゥアンとの共同でシュレンヌの野外教育施設・サレネス屋外学校を設計。
- 1935年 ローランギャロス空港施設。
- 1935年、クリシーのメゾン・デュ・プープルをジョルジュ・キャンディリスらと設計。1936年 - 1939年にはウジェーヌ・ボードゥアン、ジャン・プルーヴ、ウラジミール・ボディアンスキーらと（プレハブパネルのカーテンウォールの最初の例）。
- 1937年 - 国際博で光の祭典を制作。
- 1937年 - イブリーヌのブク飛行場のローランドギャロスクラブとして知られるクラブハウス。1940年にドイツ人によって解体された。
- 1939年 - ドランシーのシテ・マレットに取り組む。
- 1948年 - 1955年、ソットヴィル=レ=ルーアンの街エルブフ・デ・セーヌマリティム再建。
- 1950年 - 1953年 村「 SHAPE」フォンテーヌブロー ：カミュによる、ハウジング内の300軒のバー、NATO本部スタッフのためのプレハブプロセス。
- 1951年、ソショーのサント・クロワ教会。
- 1954年イブリーヌのサン・テティエンヌ・デュ・ルーヴレー（セーヌマリティーム）にある白い城の大規模な複合施設（3000室のアパート）。
- 1956年サンジャンヌダルクベルフォールの保育園教会。
- 1957年 - 1959年グレートセット大土地（1500単位）マルリー=ル=ロワ（イヴリーヌ）。
- 1958年 - 1966年、フォントネスーボア（ヴァルドマルヌ）のZUPデラプレーヌのチーフアーキテクト、6,430の住居。彼と彼のパートナーであるポール・デポントとH. ボークレアは、スラブとショッピングセンター（928のアパートメント）を備えた8つの18階建てのこの大きな複合体の一部を設計した。
- 1959年 - 1962年にシティSalengro又はガストンRoulaud ドランシー（803単位）：2 8階建ての建物、1つの10階建てとOPHLMドランシーためアンドレMalizardと共同で構築された1〜12階建てのタワー1。複合施設には、若者センター、託児所、店舗も備えた。
- 1959年 - 1969年、ル・コルビュジエ「輝く都市」草案　Beauvalの偉大なセットモー（8300台）の代替事業は中止となった。
- 1966年 ソッテヴィルレルーアングリーンゾーンの大規模複合施設。
- 1966年、ヨンヌのセルボンヌにあるCommelin家 ：エンジニアJean Commelinのために建てられた家。
- 1966年 - 1970年レアル住宅500人の家庭で「コンテンポラリー」エランクール（イヴリーヌ）。現存しない。
- 1967年 - 1970年ドランシーのシテ・ポール・エルアール ：2つのバーと15階建てのタワー。
- 1968年 - 1970年グランドメアのルーアン地区にある500の低価格の住宅。今日ではほとんどが取り壊された。
- 1970年、パリ人間科学の家。
- 1970年 - 1974年の レジデンス・ラ・Perralière・ヴィルールバンヌ（ローヌ学生寮）。
- 1974年セリニー（オルヌ）の「ラマーレ」の家：マルセル・ロッズ個人の別荘。建築家の Inscribed MHが使用した製造技術が結集している。